# Ronde van Frankrijk 2011/Dertiende etappe
De dertiende etappe van de Ronde van Frankrijk 2011 werd verreden op 15 juli 2011 over een afstand van 152,5 kilometer tussen Pau en Lourdes.

## Verloop
het duurde even voor de vroege vlucht eindelijk aan de haal ging. Tien renners maakten er deel van uit:
Maarten Tjallingii, Thor Hushovd, Edvald Boasson Hagen, Dmitri Fofonov, Alessandro Petacchi, Jérémy Roy, David Moncoutié, Vladimir Goesev, Jérôme Pineau en Lars Bak. Ze bouwden geleidelijk een ruime voorsprong op die maximaal 6'40" bedroeg.
Op de Aubisque ging Thor Hushovd ervandoor, spoedig gevolgd door Jérémy Roy. Die kwam als eerste alleen aan op de top en behaalde er zo de bolletjestrui. Samen met Moncoutié zette Hushovd de achtervolging in. Op twee kilometer van de finish liet Hushovd Moncoutié achter, snelde vervolgens Roy voorbij en haalde - dit keer solo - zijn negende etappezege in de Tour.
De overblijvende medevluchters eindigden op een vijftal minuten van dit trio.
Philippe Gilbert ontsnapte nog aan de greep van het peloton en nestelde zich zo op de negende plaats in het algemeen klassement.
| Tussensprint Bielle na 82,5 km |                      |        |
| Plaats                         | Naam                 | Punten |
| Winnaar                        | Edvald Boasson Hagen | 20     |
| 2                              | David Moncoutié      | 17     |
| 3                              | Vladimir Goesev      | 15     |

| Beklimming Côte de Cuqueron na 43,5 km | Beklimming Côte de Cuqueron na 43,5 km | Beklimming Côte de Cuqueron na 43,5 km | 3e cat. 1,5 km à 8,1 % | 3e cat. 1,5 km à 8,1 % |
| Plaats                                 | Naam                                   | Naam                                   | Punten                 |                        |
| Winnaar                                | Jelle Vanendert                        | Jelle Vanendert                        | 2                      |                        |
| 2                                      | Niki Terpstra                          | Niki Terpstra                          | 1                      |                        |

| Beklimming Côte de Belair na 65 km | Beklimming Côte de Belair na 65 km | Beklimming Côte de Belair na 65 km | 4e cat. 1 km à 8,4 % | 4e cat. 1 km à 8,4 % |
| Plaats                             | Naam                               | Naam                               | Punten               |                      |
| Winnaar                            | Jérémy Roy                         | Jérémy Roy                         | 1                    |                      |

| Beklimming Col d'Aubisque na 110 km | Beklimming Col d'Aubisque na 110 km | Beklimming Col d'Aubisque na 110 km | HC cat. 16,4 km à 7,1 % | HC cat. 16,4 km à 7,1 % |
| Plaats                              | Naam                                | Naam                                | Punten                  |                         |
| Winnaar                             | Jérémy Roy                          | Jérémy Roy                          | 20                      |                         |
| 2                                   | David Moncoutié                     | David Moncoutié                     | 16                      |                         |
| 3                                   | Thor Hushovd                        | Thor Hushovd                        | 12                      |                         |
| 4                                   | Vladimir Goesev                     | Vladimir Goesev                     | 8                       |                         |
| 5                                   | Jérôme Pineau                       | Jérôme Pineau                       | 4                       |                         |
| 6                                   | Lars Bak                            | Lars Bak                            | 2                       |                         |

## Uitslagen
| Rituitslag |                      |                             |           |
| Plaats     | Naam                 | Ploeg                       | Tijd      |
| Winnaar    | Thor Hushovd         | Team Garmin-Cervélo         | 3u47'36"  |
| 2          | David Moncoutié      | Cofidis, le crédit en ligne | op 00'10" |
| 3          | Jérémy Roy           | Française des Jeux          | op 00'26" |
| 4          | Lars Bak             | Team HTC-High Road          | op 05'00" |
| 5          | Jérôme Pineau        | Quick Step                  | op 05'02" |
| 6          | Edvald Boasson Hagen | Sky ProCycling              | op 05'03" |
| 7          | Vladimir Goesev      | Team Katjoesja              | op 05'08" |
| 8          | Alessandro Petacchi  | Lampre-ISD                  | op 05'16" |
| 9          | Maarten Tjallingii   | Rabobank                    | z.t.      |
| 10         | Philippe Gilbert     | Omega Pharma-Lotto          | op 06'48" |

| Strijdlustigste renner |            |                    |
|                        | Naam       | Ploeg              |
|                        | Jérémy Roy | Française des Jeux |

## Klassementen
| Algemeen Klassement |                  |                     |           |
| Plaats              | Naam             | Ploeg               | Tijd      |
| Gele trui           | Thomas Voeckler  | Team Europcar       | 55u49'57" |
| 2                   | Fränk Schleck    | Team Leopard-Trek   | op 01'49" |
| 3                   | Cadel Evans      | BMC Racing Team     | op 02'06" |
| 4                   | Andy Schleck     | Team Leopard-Trek   | op 02'17" |
| 5                   | Ivan Basso       | Liquigas-Cannondale | op 03'16" |
| 6                   | Damiano Cunego   | Lampre-ISD          | op 03'22" |
| 7                   | Alberto Contador | Saxo Bank-Sungard   | op 04'00" |
| 8                   | Samuel Sánchez   | Euskaltel-Euskadi   | op 04'11" |
| 9                   | Philippe Gilbert | Omega Pharma-Lotto  | op 04'35" |
| 10                  | Tom Danielson    | Team Garmin-Cervélo | z.t.      |
|                     |                  |                     |           |
| 26                  | Rob Ruijgh       | Vacansoleil-DCM     | op 11'06" |

| Ploegenklassement |                             |            |
| Plaats            | Ploeg                       | Tijd       |
|                   | Team Garmin-Cervélo         | 166u54'52" |
| 2                 | Team Leopard-Trek           | op 00'05"  |
| 3                 | Team Europcar               | op 01'25"  |
| 4                 | AG2R-La Mondiale            | op 02'26"  |
| 5                 | Team Katjoesja              | op 02'39"  |
| 6                 | Team RadioShack             | op 04'28"  |
| 7                 | Cofidis, le crédit en ligne | op 12'18"  |
| 8                 | Sky ProCycling              | op 13'41"  |
| 9                 | Euskaltel-Euskadi           | op 14'07"  |
| 10                | Française des Jeux          | op 18'09"  |

## Nevenklassementen
| Puntenklassement |                    |                    |        |
| Plaats           | Naam               | Ploeg              | Punten |
| Groene trui      | Mark Cavendish     | Team HTC-High Road | 264    |
| 2                | José Joaquín Rojas | Team Movistar      | 251    |
| 3                | Philippe Gilbert   | Omega Pharma-Lotto | 240    |
|                  |                    |                    |        |
| 41               | Lieuwe Westra      | Vacansoleil-DCM    | 32     |

| Bergklassement |                   |                    |        |
| Plaats         | Naam              | Ploeg              | Punten |
| Bolletjestrui  | Jérémy Roy        | Française des Jeux | 45     |
| 2              | Samuel Sánchez    | Euskaltel-Euskadi  | 40     |
| 3              | Jelle Vanendert   | Omega Pharma-Lotto | 34     |
|                |                   |                    |        |
| 5              | Johnny Hoogerland | Vacansoleil-DCM    | 22     |

| Jongerenklassement |                   |                             |            |
| Plaats             | Naam              | Ploeg                       | Tijd       |
| Witte trui         | Arnold Jeannesson | Française des Jeux          | 55u'55'47" |
| 2                  | Rein Taaramäe     | Cofidis, le crédit en ligne | op 01'37"  |
| 3                  | Rigoberto Urán    | Sky ProCycling              | op 02'05"  |
|                    |                   |                             |            |
| 6                  | Rob Ruijgh        | Vacansoleil-DCM             | op 05'16"  |
| 19                 | Thomas De Gendt   | Vacansoleil-DCM             | op 59'48"  |

## Opgaven
- Gert Steegmans (Quick Step) - Niet gestart wegens polsblessure en handblessure
- Andreas Klöden (Team RadioShack) - Opgave ten gevolge van blessures opgelopen bij eerdere valpartijen.
- Lars Boom (Rabobank) - Opgave wegens darmklachten
- Vladimir Isajtsjev (Team Katjoesja) - Opgave

1e etappe ·
2e etappe ·
3e etappe ·
4e etappe ·
5e etappe ·
6e etappe ·
7e etappe ·
8e etappe ·
9e etappe ·
10e etappe ·
11e etappe ·
12e etappe ·
13e etappe ·
14e etappe ·
15e etappe ·
16e etappe ·
17e etappe ·
18e etappe ·
19e etappe ·
20e etappe ·
21e etappe
Startlijst · Eindstanden · Afbeeldingen